# پدیدارشناسی (فلسفه)

ادموند هوسرل ـ بنیانگذار پدیدارشناسی

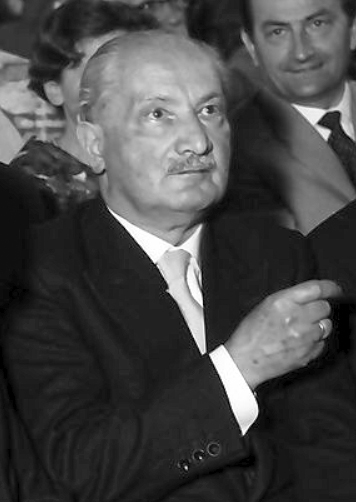
مارتین هایدیگر

پدیدارشناسی یا پدیده‌شناسی (به آلمانی Phänomenologie، از φαινόμενον phainómenon، به یونانی باستان به معنای «آنچه دیده می‌شود»، پدیدار یا پدیده و λόγος lógos به معنای «بررسی») فلسفهٔ مطالعهٔ ساختارِ تجربه یا آگاهی است. این جنبش فلسفی در ابتدای سدهٔ بیستم میلادی توسط ادموند هوسرل پایه‌گذاری شد و سپس توسط حلقه‌ای از تأثیر یافتگانش در دانشگاه گوتینگن و دانشگاه لودویگ ماکسیمیلیان مونیخ در آلمان گسترش یافت. جنبش فلسفی پدیدارشناسی سپس به فرانسه، ایالات متحده آمریکا و دیگر نقاط، اغلب در زمینه‌ای بسیار متفاوت از کارهای اولیهٔ ادموند هوسرل، انتشار یافت. پدیده‌شناسی را نباید جنبشی یکتا دانست بلکه نویسندگان مختلف این فلسفه در یک خانواده جای می‌گیرند ولی در همین حال تفاوت‌های چشمگیری دارند. پدیدارشناسی یک رهنامه یا دکترین یا مکتب یکتا نیست بلکه می‌توان آن را یک طرز فکر، روش و سبک، و تجربه‌ای باز و همواره نو شونده دانست که نتایج متفاوتی دارد.
ادموند هوسرل پدیدارشناسی را با تأکید بر وجوه التفاتی ذهن و با هدف منظم ساختن فلسفه و فلسفه شناخت به‌طور اخص به کار برد. البته این واژه را نخستین بار یوهان هاینریش لامبرت در کتاب نو ارغنون (Neues Organon) به کار برد. پدیدارشناسی با تفکیک آگاهیِ با واسطه و بی‌واسطه از یکدیگر، آگاهی انسان را از پدیدارهای ذهنی که بدون واسطه در ذهن وی ظاهر می‌شوند و ممکن است حتی عینیتی هم نداشته باشند، مطالعه می‌کند. هوسرل معتقد است هر فعالیت ذهنی «وجه التفاتی» خاصی دارد، یعنی چیزی که ذهن ما در موردش به تفکر می‌پردازد در یک لحظه خاص به دلیل التفات ذهنی موجود م‍ی‌شود، حال آنکه ممکن است آن وجود ذهنی، موجودی عینی نباشد. در نظر هوسرل موضوع فلسفه همین موضوعات مورد آگاهی است، یعنی هر آنچه که تجربه م‍ی‌کنیم، اعم از اینکه وجود داشته باشد یا نداشته باشد. هوسرل اصطلاح پدیدارشناسی را هم برای «روش» خاص و هم برای اصول و مبادی فلسفی خود به کار می‌برد. او از دو واژه «منشأ» و «آغاز» در تبیین و توضیح این اصول و مبادی استفاده می‌کند. اندیشهٔ هوسرل با خودآگاهی مبتنی بر پدیدارشناسی آغاز می‌شود و بر نقطه آغازین تفکر تأکید می‌ورزد و بر این باور است که اندیشمند می‌تواند بر پیی گرفتن ذهن‌ها و تمایلات غالب آمده و تنها بر مطالب بی گمان داننده اتکا داشته باشد.

## روش تحقیق پدیدارشناسی
پدیدارشناسی در درجه اول یک اصلی از روش را نشان می‌دهد که می‌توان به بهترین شکل در عبارت هوسرل مشاهده کرد: «به خود چیزها برگردید.» این بیان به این معنا نیست که باید به رئالیسم ساده لوحانه بازگشت. اما نشان می‌دهد که در فلسفه باید از کلیه اصول و ایده‌هایی که به‌طور کافی توضیح داده نشده یا به‌طور نادرست پایه‌گذاری شده‌اند؛ از همه روش‌های دلخواه و خودسرانه و همه پیش‌داوری‌ها خودداری کرد، و صرفاً توسط خود شی ها هدایت شود.
پدیده‌شناسی بررسی فلسفی ساختارهای تجربه و آگاهی است. این روش با بررسی‌های ادموند هوسرل در زمینه فلسفه شناسانده شد. این روش پس از بسط دادن در خارج از فلسفه هم کاربردهایی پیدا کرده است و به‌مثابه روش تحقیق کیفی هم کاربرد دارد.
هدف پژوهش پدیدارشناسی، توضیح صریح و شناسایی پدیده‌ها است آنگونه که در موقعیتی خاص توسط افراد ادراک می‌شوند. براساس دسته‌بندی ابرانگاره (پارادایم)های بوریل و مورگان پدیدارشناسی در دسته ابرانگاره‌های تفسیری قرار می‌گیرد؛ یعنی یک روش علمی که با رویکردی ذهنی به جمع‌بندی مباحث اجتماعی می‌پردازد.

## پدیدارشناسی و نقد آثار هنری
تیموتی کی. کیسی از پدیدارشناسان معاصر در این باره می‌گوید:
تمام آثار هنری نقشی در زندگی اجتماعی و سیاسی انسان ایفا می‌کنند، با این وجود به راحتی ممکن است در مورد این نقش برداشت اشتباهی داشته باشیم، چون به هیچ وجه نمی‌توان صرفاً از طریق کارکردهای سیاسی و اجتماعی یک شکلی از زیبایی‌شناسی، تعریف دقیقی از آن ارائه داد. هنر در مسیر خود یک نقد فلسفی محسوب می‌شود و بنابراین همواره به دنبال یک وضعیت آرمانشهری و مخالفت با وضعیت موجود است.

## تاریخچهٔ پدیدارشناسی

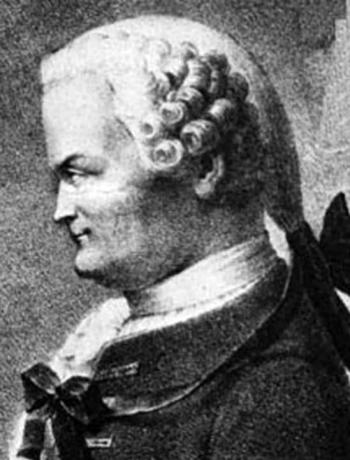
یوهان هاینریش لمبرت

به سوی خود چیزها، مهم‌ترین اصل، خاستگاه و سرآغاز پدیدارشناسی است. «لامبرت» نخستین بار لفظ «فنومنولوژی» را به زبان آلمانی در کتاب خود به کار برد که ما آن را پدیدارشناسی می‌نامیم. لامبرت پدیدارشناسی را علمی ـ انتقادی می‌دانست که از دیدگاه این علم انتقادی «فنومن» را باید به «نمود» ترجمه کرد. در این علم از این‌که «نمود» نه «بود» است و نه نبود و نه حقیقت است و نه خطا بلکه برزخ بین آنهاست سخن می‌رود و نباید نمود با حقیقت یا خطا اشتباه شود. پس از لامبرت دیگران نیز کم و بیش در همین معنا پدیدارشناسی را با تطبیق به موردی خاص به کار بردند. به عنوان مثال کتاب مقدس را متنی دانستند که با ما کودکان، پدیدارشناسانه سخن می‌گوید و عالمی‌که در آن تصویر شده است چنان است که بر ما می‌نماید و این حکم و حسابی غیر از بیان دقیق علمی و هندسی است. کسانی نیز در مباحث نورشناسی و چگونگی دیدن و در هنر آن را به کار گرفتند و این اصطلاح پس از آن به دلیل عنوان کتاب هگل رواج بسیار یافت. البته باید دانست که لفظ «گایست» آلمانی که در عنوان این کتاب به کار رفته ترجمه نوس یونانی است که در سنت فلسفی ما آن را به عقل یا خرد ترجمه کرده‌اند؛ بنابراین نام کتاب هگل پدیدارشناسی عقل می‌تواند بود. این کتاب زمانی منتشر شد که شهر «ینا» به تصرف ناپلئون درآمده بود و انتشار آن با مشکل مواجه شده بود. از نظر وی هگل به پدیدارشناسی مطلق نپرداخته بلکه به پدیدارشناسی روح یا روان یا عقل می‌پردازد و قصد می‌کند که سیستم علم را چنان به تدوین درآورد که نهایتاً فلسفه که تا زمان او، عشق به دانایی بوده است رسیدن به دانایی شود. پس از آن هوسرل بود که پس از درآمدن به حلقه شاگردان فیلسوف اتریشی (فرانس برنتانو) به معنای حیث التفاتی ادراک واقف شد. برنتانو برای این‌که فصل ممیز امر نفسانی از جسمانی را در کتاب علم‌النفس از دیدگاه تجربی به دست دهد به اینجا می‌رسد که هر امر نفسانی ملتفت و معطوف و متوجه به چیزی است که این همان حیث‌التفاتی خواهد بود. پس از انتقادات فرگه منطقی بزرگ آلمانی بود که هوسرل به مکتب روانکاوی یا پسیکولوژی به شکل انتقادی نظر کرد و در جلد نخست کتاب پژوهش‌های منطقی به بیان مغالطات منطقی این مکتب پرداخت که در آن بین کار نفسانی آگاه شدن از چیزی که کاری تجربی و در خور مطالعه روان‌شناسی است با آنچه در این کار انسان از آن آگاه می‌شود خلط و اشتباه صورت می‌گیر. در مکتب روانکاوی سعی بر آن است که ضروریات منطقی از راه رد و ارجاع آنها به واقعیات تجربی که در ذهن انسان می‌گذرد توضیح داده شود و این به آن می‌ماند که درستی یک حکم ریاضی منوط به چگونگی کشف آن باشد. این گونه است که هوسرل این مسئله را خلط منطقی دانسته و در جلد دوم کتابش با روشی جدید سعی در بیان ضروریات منطقی و نحوه تعلق علم به آنها با پدیدارشناسی کرده است. پدیدارشناسی در دوران عمر خود هوسرل نیز تحولاتی پذیرفت که در شخصیت متفکری عمیق و جدی چون او ریشه داشت؛ یعنی همواره از نو می‌آغازید و می‌پنداشت که برای رساندن پدیدارشناسی به جایی در خور، عمر نوح خواهد داشت، اما به گفته دکتر پرویز ضیاء شهابی در بیان احوال تاریخی هایدگر او هنوز به دبیرستان می‌رفت که رساله برنتانو توسط کشیش شهر زادگاهش به او هدیه شد که عنوانش: دربارهٔ وجوه معانی در شک اندازنده موجود نزد ارسطاطالیس بود و وی تمام عمر به دنبال معنایی گشت که میان معانی مختلف لفظ موجود به آن معانی وحدت می‌بخشد. این به معنی پرسش از معنای حقیقی وجود است. وی ابتدا در شهر زادگاهش به خواندن تئولوژی یا الهیات مشغول شد و سپس به فلسفه و ریاضیات و علوم طبیعی روی آورد و از همان ترم نخست کتاب پژوهش‌های منطقی روی میز کارش به چشم می‌خورد. هایدگر شدیداً متأثر از ارسطوست که می‌پرسد: اوسیا چیست؟ اوسیا به معنای هست راستین یا آنچه حقیقتاً هست، می‌باشد. هایدگر در کتاب وجود و زمان سعی می‌کند بنیاد این کهن پرسش فلسفی را نو کند و آن را از نو بنیاد نهد البته نه از حیث مضمون و محتوا، بلکه از حیث شیوه در میان آوردن پرسش و روش طرح پرسش. در تطبیق پدیدارشناسی در اندیشهٔ فلسفی هوسرل و هایدگر باید گفت: فلسفه هوسرل پدیدارشناسی آگاهی است و پدیدارشناسی هایدگر پدیدارشناسی دازاین (انسان) است. در دازاین لفظ «دا» در زبان آلمانی یک معنی مکانی دارد که در آن هم‌معنی اینجا و آنجا می‌دهد و هم به معنای نه اینجا و نه آنجاست بنابراین «Da» گاه اینجاست گاه آنجا و گاه نه اینجاست و نه آنجا. گذشته از این معنی مکانی یک معنی زمانی نیز دارد که در آن هم ابهام دارد. گاه به معنی اکنون و گاه به معنی «آنگاه» است؛ بنابراین هایدگر انسان را که نحوه وجودش غیر از نحوه وجود چیزهاست و آنچه حقیقتاً «هست» هنوز «نیست» و مقامش در روشنیگاه و حضرت وجود است (دازاین) می‌نامد؛ بنابراین خود پدیدارشناسی نزد هایدگر و هوسرل مشترک است، اما هوسرل آن را در صورت‌های مختلف آگاهی انسان از چیزها اعمال کرده است و هایدگر آن را برای به دید آوردن حقیقت دازاین به کار بسته است. هایدگر نه تنها در آنچه به مدد پدیدارشناسی، «پدیدار» می‌شود با هوسرل اختلاف دارد، بلکه روش را نیز به صورتی تازه درآورده است که اگر کسی معنای آن را درست بفهمد همواره باید از نو بنیاد کند، زیرا مجموعه ای از قالب‌ها و کلیشه‌ها نیست و نمی‌توان آن را به شیوه نامه و تکنیک و صناعت تبدیل کرد.